# In einem Land vor unserer Zeit IX – Die Reise zum großen Wasser
In einem Land vor unserer Zeit IX – Die Reise zum großen Wasser ist ein Zeichentrickfilm. Regie führte Charles Gosvenor. Der Film ist im Jahr 2002 in den USA erschienen. Er stammt von Universal Pictures.

## Handlung
Die tapferen Dinos haben eine lange und mühsame Regenzeit durchgestanden. Als Littlefoot auf Erkundungsreise durch das nasse Tal geht, findet er einen großen See, der durch das viele Wasser entstanden ist. Dort schließt er Freundschaft mit einem Ophtalmosaurus namens Mo. Schweren Herzens erzählt er ihm, dass seine Familie im großen Wasser lebt und er alleine ins große Tal aufgrund des schlechten Wetters geschwemmt wurde. Die Dinos beschließen, Mo wieder zu seiner Familie zurückzubringen.

## Charaktere
| Rolle                  | Gattung     | Englischer Sprecher | Deutscher Sprecher   |
| ---------------------- | ----------- | ------------------- | -------------------- |
| Littlefoot             | Apatosaurus | Thomas Dekker       | Rubina Nath          |
| Cera                   | Triceratops | Anndi McAfee        | Magdalena Turba      |
| Petrie                 | Pteranodon  | Jeff Bennett        | Wolfgang Ziffer      |
| Spike                  | Stegosaurus | Rob Paulsen         | Mario von Jascheroff |
| Littlefoots Großvater  | Apatosaurus | Kenneth Mars        | Karl Schulz          |
| Littlefoots Großmutter | Apatosaurus | Miriam Flynn        | Rita Engelmann       |
| Ceras Vater            | Triceratops | John Ingle          | Helmut Krauss        |
| Erzähler               |             | John Ingle          | Roland Hemmo         |
| Duckys Mutter          | Saurolophus | Tress MacNeille     | Arianne Borbach      |